# Andreas Bausewein
Andreas Bausewein, né le 5 mai 1973 à Erfurt, est un homme politique allemand membre du Parti social-démocrate d'Allemagne (SPD). Il est bourgmestre d'Erfurt depuis le 1er juillet 2006.

## Biographie

### Formation et débuts en politique
En 1989, il entre en apprentissage en vue de devenir électricien. Adhérent au SPD dès 1990, il termine sa formation en 1993 et accomplit alors son service civique. Il intègre le comité directeur du SPD régional l'année suivante. En 1995, il entre à l'université des sciences appliquées d'Erfurt pour se former au métier de travailleur social.

### Vie professionnelle et ascension
Cette même année, il est élu président de la Communauté de travail des jeunes socialistes au sein du SPD (Jusos) de Thuringe et devient assistant parlementaire du groupe social-démocrate au Landtag. Il abandonne ce poste peu de temps après.
Il est choisi en 1998 comme vice-président du SPD de Thuringe, puis il s'inscrit en 1999 à l'école supérieure de pédagogie d'Erfurt. Travailleur social entre 2002 et 2003, il est ensuite recruté par la Confédération allemande des syndicats (DGB) comme responsable de la formation en Thuringe.

### Député au Landtag
Pour les élections législatives régionales du 13 juin 2004, le SPD l'investit candidat dans la 25e circonscription, correspondant à l'ouest d'Erfurt, ainsi qu'en dixième position sur sa liste régionale. Avec 3 730 voix sur 22 796, il ne totalise que 16,4 % des voix, échouant donc à remporter un mandat au scrutin majoritaire. Toutefois, il parvient à se faire élire à la proportionnelle et devient alors porte-parole du groupe social-démocrate, resté dans l'opposition, pour la politique scolaire. Il abandonne alors la présidence des Jusos du Land.

### Bourgmestre d'Erfurt
À l'approche de l'élection du bourgmestre d'Erfurt, il est choisi pour porter les couleurs du SPD, qui a déjà échoué en 1994 et 2000 et ne compte que 8 élus sur 50 au conseil municipal. Au premier tour, qui se tient le 7 mai 2006, sa candidature enregistre 13 839 voix sur 61 329. Avec 22,6 %, il se qualifie de justesse au second tour, devançant la candidate de Die Linke de seulement 720 voix. Lors du second tour, organisé deux semaines plus tard, il engrange 30 169 suffrages en sa faveur, ce qui correspond à 60,2 % des exprimés. Le 1er juillet suivant, à 33 ans, Andreas Bausewein devient le bourgmestre d'Erfurt. Il avait démissionné du Landtag trois jours plus tôt.
Malgré cette victoire, il échoue à se faire réélire vice-président du SPD de Thuringe lors du congrès organisé le 7 juin 2008. Il avait effectivement apporté son soutien à Richard Dewes, opposant interne du président régional du parti, Christoph Matschie, et indiqué qu'il soutenait l'idée qu'à la suite des élections de 2009, le SPD pourrait entrer en coalition avec Die Linke en renonçant à la direction du gouvernement. Il est finalement réélu lors du congrès suivant, le 6 mars 2010, avec 57 % de voix favorables.
Candidat à sa propre succession, il est largement réélu bourgmestre dès le premier le 22 avril 2012. Il remporte 43 332 voix sur 73 225, ce qui lui donne 59,2 % des suffrages exprimés. Il devance ainsi de 33 000 voix le candidat de l'Union chrétienne-démocrate d'Allemagne (CDU) Michael Panse, qui l'avait défait aux régionales de 2004.
Le 25 octobre 2014, environ un mois et demi après les élections législatives régionales catastrophiques pour le SPD, Andreas Bausewein est élu président du SPD de Thuringe, par 187 voix favorables sur 208, soit 89,7 % des exprimés. Peu avant le vote, Christoph Matschie avait demandé solennellement aux délégués de lui accorder leur confiance. Il démissionne de cette fonction en décembre 2017, deux mois après avoir indiqué son refus d'être chef de file aux élections régionales de 2019.
Lors des élections municipales du 15 avril 2018, il arrive en tête du premier tour avec 30,4 % des suffrages exprimés, contre 21,9 % à l'ancienne ministre chrétienne-démocrate Marion Walsmann. Deux semaines plus tard, il est réélu bourgmestre d'Erfurt après avoir réuni 58,5 % des voix.